# Georg Dionysius Ehret
Georg Dionysius Ehret est un artiste, un botaniste et un entomologiste allemand, célèbre pour ses illustrations de botanique, né en 1708 à Heidelberg et mort en 1770 en Grande-Bretagne.
Il commence comme apprenti-jardinier près de Heidelberg. Ses premières illustrations sont faites pour le compte de Carl von Linné (1707-1778) et de George Clifford (1685-1760) en 1735-1736. Ce dernier est un riche banquier qui dirige la Compagnie néerlandaise des Indes orientales et possède un très important herbier. Il s’entoure de botanistes comme Linné, et d’artistes comme Ehret dans sa propriété de Hartekamp et fait paraître le Hortus Cliffortianus, un chef-d’œuvre de la littérature botanique.
Ehret migre plus tard en Grande-Bretagne où il illustre de nombreuses plantes. Ses œuvres sont conservées au musée d'histoire naturelle de Londres, dans les collections des Jardins botaniques royaux de Kew, à la Royal Society, à la bibliothèque Lindley de la Royal Horticultural Society, du Victoria and Albert Museum et à la bibliothèque de l’université d’Erlangen.

## Œuvres
- Methodus plantarum sexualis (1736)
- Hortus nitidissimis (en 3 volumes, 1750-1786)
- Plantae et papiliones rariores qui paraît en fascicules de 1748 à 1759 en folio. Les dix-huit planches sont gravées et colorées à la main par Ehret lui-même. La plupart montre une combinaison d’une ou de plusieurs espèces de plantes et de papillons.
- Illustrations pour Plantae selectae de Christoph Jakob Trew (1695-1769).
- Illustrations pour Hortus kewensis de William Aiton (1731-1793) (en trois volumes, 1789)
- Illustrations pour le spectaculaire ouvrage de Patrick Browne (v. 1720-1790) The civil and natural history of Jamaica en trois parties paru en 1756.

### Source
- Traduction de l'article de langue anglaise de Wikipédia (version du 15 janvier 2006).

Ehret est l’abréviation botanique standard de Georg Dionysius Ehret.
Consulter la liste des abréviations d'auteur en botanique ou la liste des plantes assignées à cet auteur par l'IPNI, la liste des champignons assignés par MycoBank, la liste des algues assignées par l'AlgaeBase et la liste des fossiles assignés à cet auteur par l'IFPNI.